# Vicar (ilustrador)
Víctor Arriagada Ríos, mais conhecido por Vicar (Santiago, 16 de abril de 1934 - Santiago, 3 de janeiro de 2012) foi um ilustrador chileno.
Vicar era o desenhista do personagem Pato Donald, atividade que exerceu desde a década de 1970 até a sua morte.